# Antanas Merkys
Antanas Merkys (n. 1/13 februarie 1887, Skapiškis⁠(d), Kupiškis District Municipality⁠(d), Lituania – d. 5 martie 1955, Regiunea Vladimir, RSFS Rusă, URSS) a fost ultimul prim-ministru al Lituaniei independente, care a servit în acest post din noiembrie 1939 până în iunie 1940. Când Uniunea Sovietică a prezentat un ultimatum Lituaniei cerând să accepte o garnizoană sovietică, președintele Antanas Smetona a părăsit țara, lăsând pe Merkys în funcția de președinte interimar. Merkys părea să coopereze cu sovieticii și a preluat ilegal președinția în nume propriu. După trei zile, Merkys a predat puterea lui Justas Paleckis, care a format guvernul popular al Lituaniei. Când Merkys a încercat să fugă din țară, a fost capturat și deportat în interiorul Rusiei, unde a murit în 1955.

## Biografie

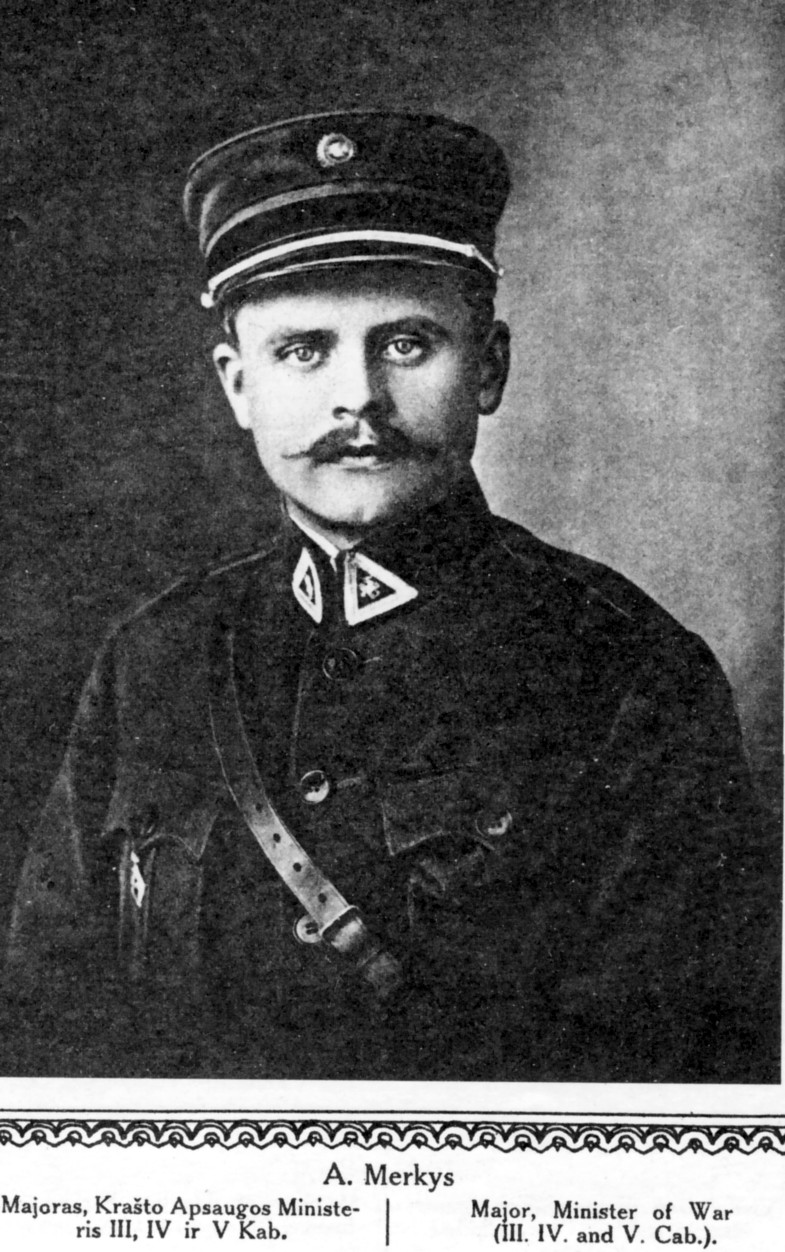
A. Merkys în 1921

Merkys s-a născut la Bajorai, lângă Skapiškis. Educat în drept, a servit în armata rusă în timpul primului război mondial (1914-18). În 1919, a fost ministru al apărării al recentei Lituanii independente, înainte de a intra în armata lituaniană până la retragerea sa din 1922. Apoi a practicat dreptul ca avocat.
După revolta din Klaipėda din 1923, Merkys a devenit secretar al comisarului regiunii Klaipėda, Antanas Smetona. După lovitura de stat din 1926, a devenit ministru al apărării până în 1927, când a devenit guvernator al regiunii Klaipėda. În 1932, la cererea germanilor a fost îndepărtat ca guvernator și Merkys s-a întors la a practica avocatura. A devenit primar al orașului Kaunas în 1933 și s-a aflat în această funcție până în 1939. În 1936 a fost ales în al patrulea Seimas a Lituaniei. La 17 noiembrie 1939 a devenit prim-ministru.

## Ultimatumul sovietic și ocupația
Când, la 14 iunie 1940, Uniunea Sovietică a prezentat Lituaniei un ultimatum, Smetona a propus rezistența armată. Merkys a sugerat acceptarea ultimatului și s-a oferit să demisioneze din funcția de prim-ministru, dar a rămas temporar în funcție. Merkys a fost de acord cu cererile sovietice de a-l aresta pe Smetona, dar nu a reușit să facă acest lucru. Decât să accepte cererile, Smetona a fugit în Germania și apoi în Elveția. Înainte de a părăsi țara, el a transferat simbolic îndatoririle sale prezidențiale lui Merkys. Conform Constituției din 1938, premierul era președinte în exercițiu ori de câte ori președintele nu putea să-și îndeplinească atribuțiile.
La o zi după plecarea lui Smetona, Merkys a anunțat la postul național de radio că l-a îndepărtat pe Smetona și că era acum președinte de facto. Astfel s-a încălcat constituția lituaniană, deoarece Smetona nu a demisionat în mod oficial. Ca atare, Merkys nu este recunoscut ca un președinte legitim în registrele guvernului lituanian.
La 17 iunie 1940, Merkys a acceptat mai multe cereri ale sovieticilor: a) să trimită poliția pentru a-i aresta pe Skučas și Povilaitis lângă granița lituaniană și b) să-l numească pe Justas Paleckis ca noul prim-ministru. Merkys a demisionat mai târziu în acea zi, Paleckis devenind, astfel, președinte în exercițiu. Sovieticii l-au folosit ulterior Paleckis ca marionetă pentru a favoriza anexarea Lituaniei o lună mai târziu. Când Lituania și-a declarat independența față de Uniunea Sovietică în 1990, s-a spus că, din moment ce preluarea președinției de către Merkys era ilegală, toate acțiunile care au condus la anexarea Lituaniei de către Uniunea Sovietică mai târziu în acel an au fost anulate ipso facto. Prin urmare, Lituania a susținut că nu a trebuit să urmeze procesul de separare descris în Constituția sovietică, deoarece a reafirmat o independență care totuși exista în temeiul dreptului internațional.
O lună mai târziu, Merkys a încercat să fugă în Suedia, dar a fost arestat la Riga. El și familia lui au fost deportați în Saratov, în Rusia. În 1941 Merkys a fost închis. În 1954, în timpul perioadei de destalinizare, Merkys a fost eliberat din închisoare, dar nu i s-a permis să se întoarcă în Lituania. El a trăit în Vladimir până la moartea sa în anul următor, la 5 martie 1955. Ulterior, mormântul lui nu putea fi localizat, dar un cenotaf simbolic dedicat memoriei lui Merkys se regăsește în cimitirul Petrašiūnai din Kaunas.